# Camille Pissarro
Jacob  Abraham Camille Pissarro (Charlotte Amalie, ilha de São Tomás nas Índias Ocidentais Dinamarquesas, hoje  Ilhas Virgens Americanas, 10 de julho de 1830 – Paris, 13 de novembro de 1903) foi um pintor francês, co-fundador do impressionismo, e o único que participou nas oito exposições do grupo (1874-1886).

## Biografia

### Infância e juventude
O seu pai, Abraham Frederic Gabriel Pissarro, era português criptojudeu de Bragança, que, no final do século XVIII, quando ainda pequeno, emigrara com a sua família para Bordéus, onde na altura existia uma comunidade significativa de judeus portugueses refugiados da Inquisição. A mãe dele era crioula e tinha o nome Rachel Manzano-Pomie.
Com 11 anos Camille Pissarro foi enviado a Paris para estudar num colégio interno. Voltou para a ilha São Tomás, a fim de tomar conta do negócio da família. Algum tempo depois, a sua paixão pela pintura fê-lo mudar de vida: fez em 1852 amizade com o pintor dinamarquês, Fritz Melbye e a oportunidade de concretizar seu sonho surgiu com um convite para acompanhar uma expedição do Fritz Melbye, enviado pelo governo das Antilhas Dinamarquesas, para estudar a fauna e a flora da Venezuela, onde passou dois anos.
Pissarro conquistou sua liberdade aos 23 anos. Em 1855, ele já estava em Paris com ajuda de Anton Melbye, tentando iniciar sua carreira. O jovem antilhano fascinou-se com as telas de Camille Corot e travou amizade com Paul Cézanne, Claude Monet, Charles-François Daubigny, entre outros pintores impressionistas. Com Monet passou a sair para pintar ao ar livre, em Pontoise e Louvenciennes. Em 1861 casou com Julie Vellay, com quem teve oito filhos.
Faleceu em 13 de novembro de 1903. Encontra-se sepultado no Cemitério do Père-Lachaise, Paris na França.

### Vida profissional
No decorrer da guerra franco-prussiana (1870-1871), na qual praticamente todos os seus quadros foram  destruídos, residiu em Inglaterra. Quando voltou, começou a pintar na companhia de Cézanne. Com o objectivo de descobrir novas formas de expressão, Pissarro foi um dos primeiros impressionistas a recorrer à técnica da divisão das cores através da utilização de manchas de cor isoladas – o seu quadro "The Garden of Les Mathurins at Pontoise" (1876) é um exemplo.
Em 1877 pintou "Les toits rouges, coin du village, effet d'hiver". Durante os anos 1880 juntou-se a uma nova geração de impressionistas, os "neo-impressionistas", como Georges Seurat e Paul Signac, pintando em 1881 "Jeune fille à la baguette, paysanne assise" e experimentou com o pontilhismo.
A partir de 1885, militou nas correntes anarquistas, criticando severamente a sociedade burguesa francesa, deixando-nos "Turpitudes Sociales" (1889), um álbum de desenhos. Nos anos 1890 abandonou gradualmente o "neo-impressionismo", preferindo um estilo mais flexível que melhor lhe permitisse captar as sensações da natureza, ao mesmo tempo que explorou a alteração dos efeitos da luz, tentando também exprimir o dinamismo da cidade moderna, de que são exemplos os vários quadros que pintou com vistas de Paris ("Le Boulevard Montmartre, temps de pluie, après-midi", 1897), Dieppe, Le Havre e Ruão.
A obra de Pissarro se caracterizou por uma paleta de cores cálidas e pela firmeza com que consegue captar a atmosfera, por meio de um trabalho preciso da luz. Seu material predileto foi o óleo, mas também fez experiências com aquarelas e pastel. A estrutura dos quadros de Pissarro encontra total correspondência na obra de Cézanne, já que foi mútua a influência entre ambos. Como professor teve como alunos Paul Gauguin e seu filho Lucien Pissarro. Ao jovem Gauguin aconselhou a utilização das cores — esses conselhos surtiram efeito e Gauguin começa a utilizar a cor no seu estado puro.
Durante seus últimos anos, realizou várias viagens pela Europa, em busca de novos temas. Hoje é considerado um dos paisagistas mais importantes do século XIX. Os seus trabalhos mais conhecidos são "Le Verger", "Les châtaigniers à Osny" e "Place du Théâtre Français". Camille Pissarro morreu a 13 de novembro de 1903 em Paris.

## Obras
- Le marché aux poissons - Museu Faure de Aix-les-Bains, França. Roubado em Novembro de 1981
- Boulevard Montmartre de noite (1897), National Portrait Gallery, Londres.

## Galeria

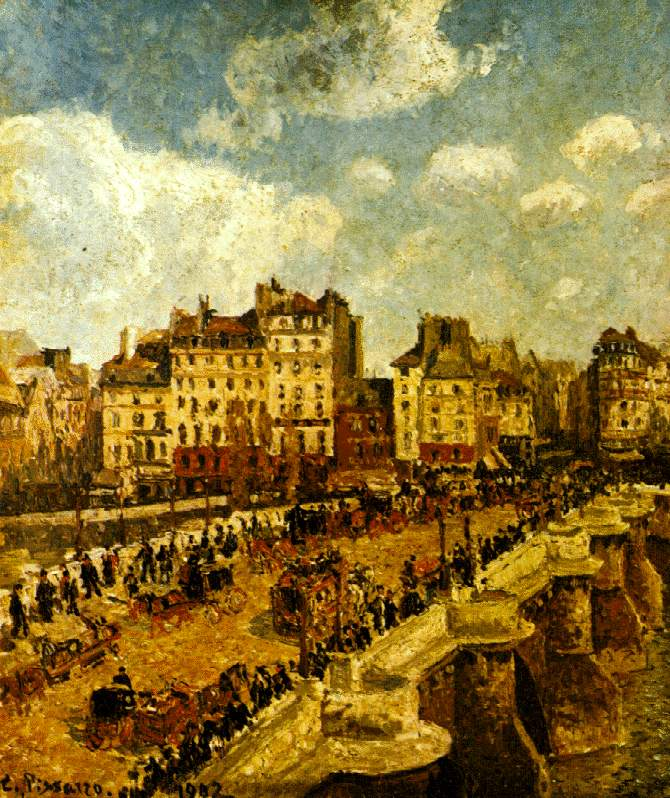
A ponte nova (1902), Museu Nacional de Belas-Artes - Budapeste
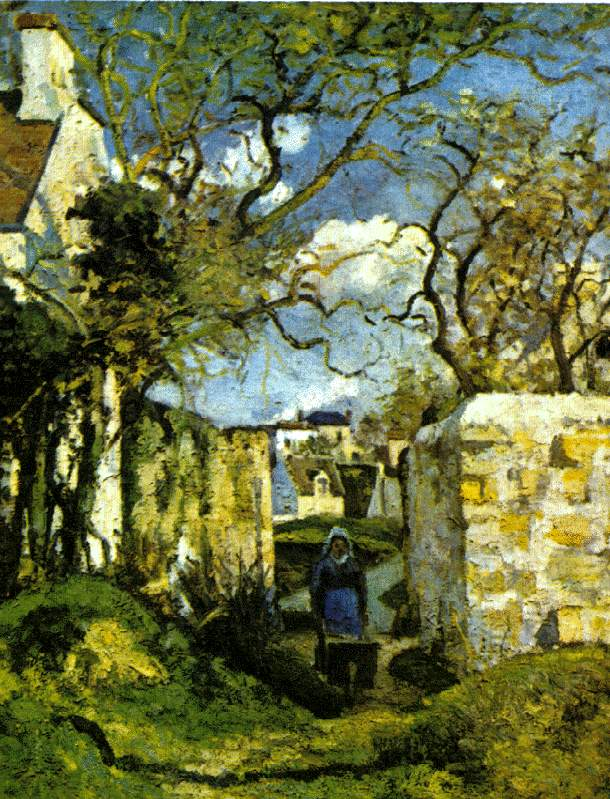
Paisagem de Pontoise (1874), Museu Nacional de Belas-Artes da Suécia - Estocolmo
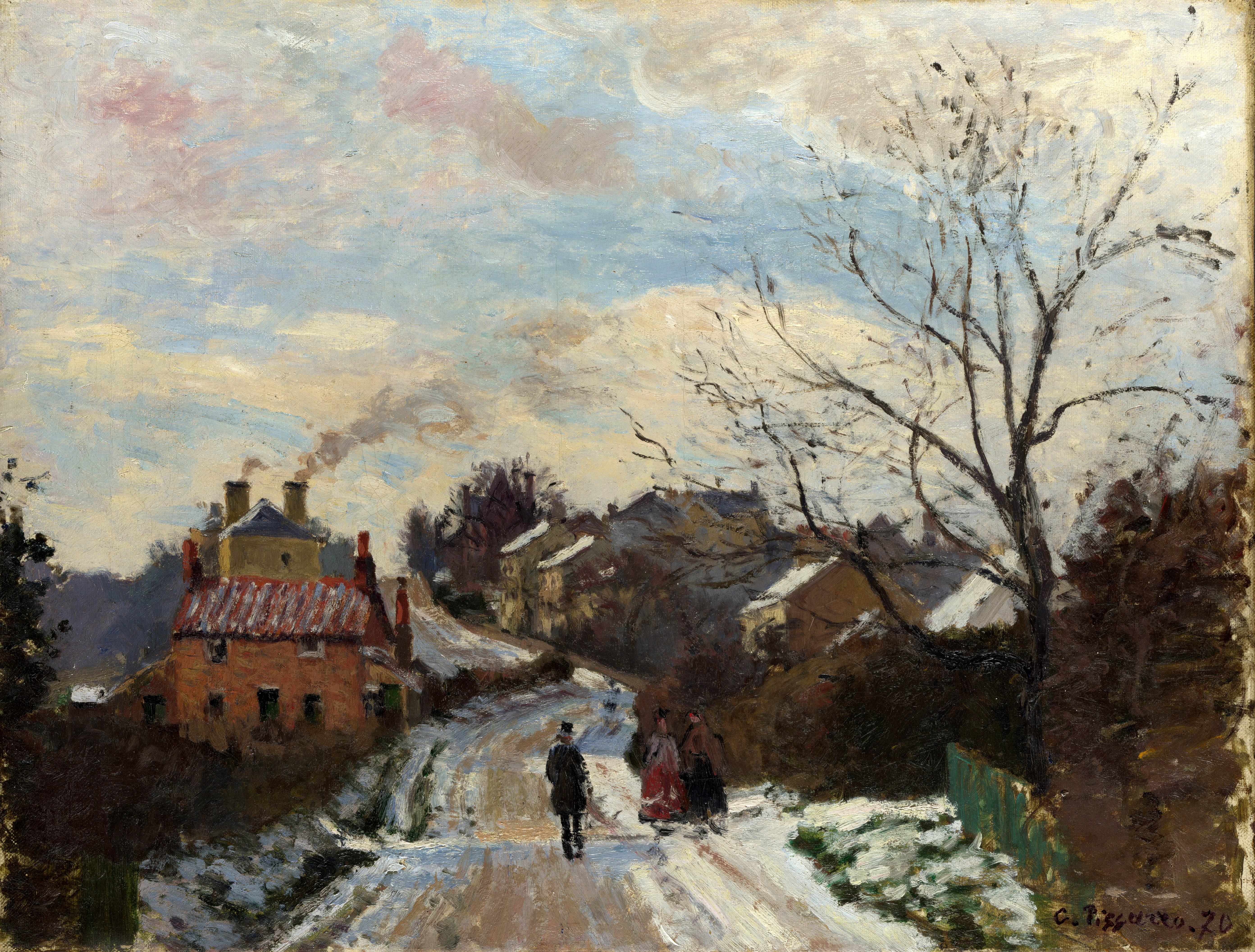
Norwood, National Portrait Gallery - Londres
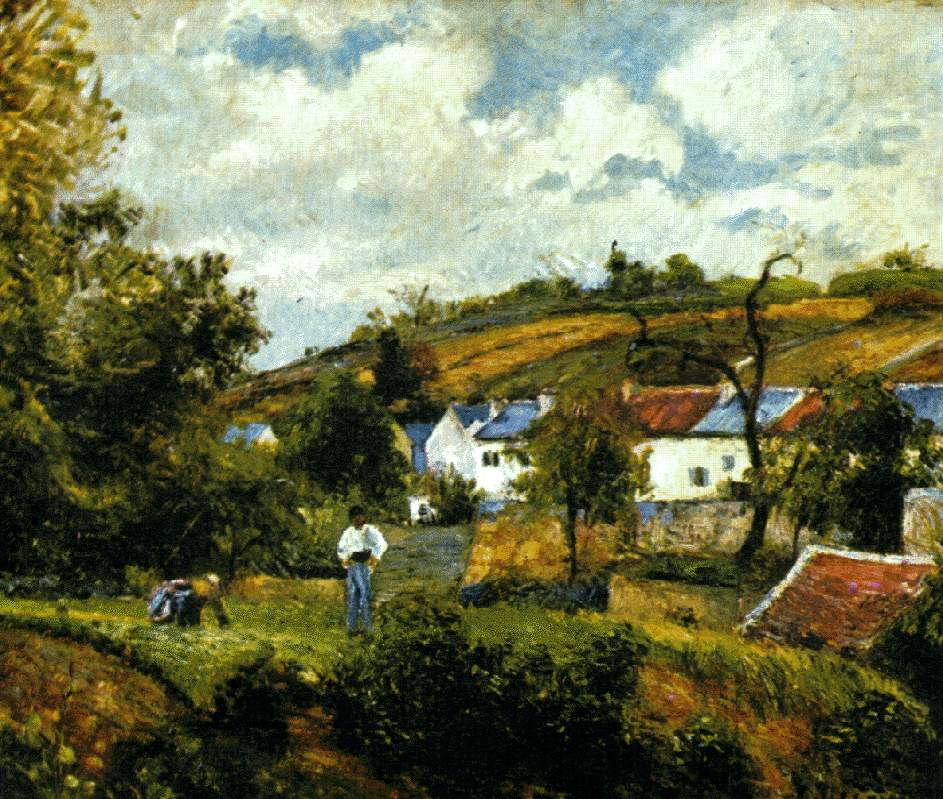
Aldeia perto de Pontoise, Museu das Belas Artes - Basileia
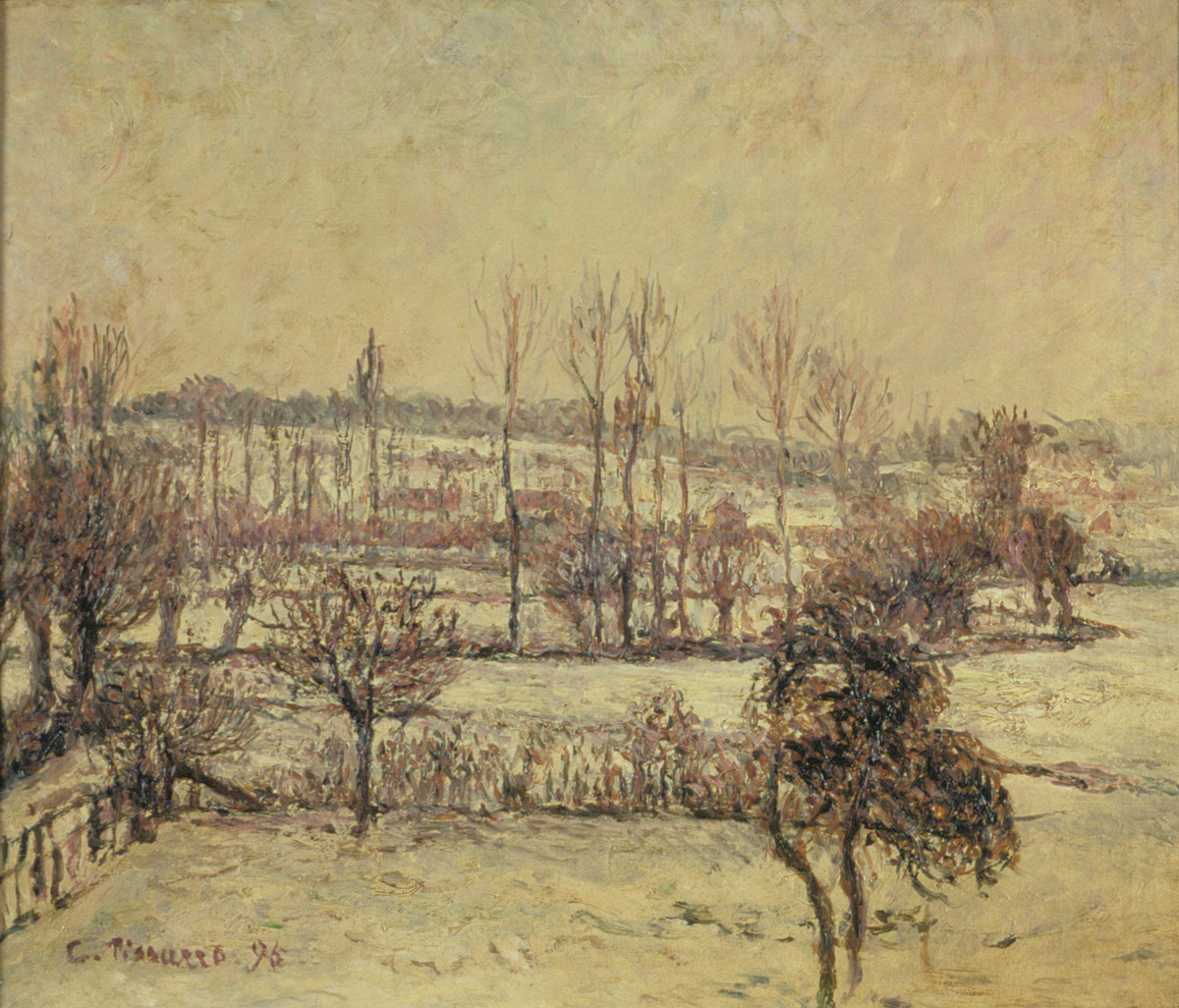
Neve em Eragny (1895), Casa Museu Eva Klabin - Brasil